# Wibracyjna teoria Turina
Wibracyjna teoria Turina – teoria dotycząca mechanizmu pobudzania receptorów węchowych, według której rodzaj zapachu związku chemicznego jest zależny od widma w zakresie podczerwieni (IR), czyli częstości oscylacji w poszczególnych fragmentach cząsteczki. Teoria jest przeciwstawiana zasadzie "zamka i klucza" lub "gościa i gospodarza", zgodnie z którą decydujący jest kształt cząsteczek odorantów. Stereochemia jest jedną z ugruntowanych podstaw biochemii w medycynie. Komplemenarnością przestrzennych struktur wyjaśnia się np. działanie receptorów nikotynowych, adrenergicznych, opioidowych i innych. Zasada "zamka i klucza" jest też podstawą stereochemicznej teorii węchu, sformułowanej przez Johna E. Amoore'a.
Luca Turin stwierdził, że mieszaninę o zapachu dowolnego wzorca można sporządzać na podstawie katalogów widm IR, tak mieszając pojedyncze składniki, aby widma IR mieszaniny i wzorca były jednakowe.

## Fizykochemiczne podstawy wibracyjnych teorii węchu
Z punktu widzenia fizyki cząsteczka związku chemicznego jest strukturą złożoną z określonej liczby różnych jąder atomowych (ładunek dodatni) i elektronów (ładunek ujemny). Za kształt tej struktury odpowiadają elektrostatyczne oddziaływania między ładunkami. Ulega on w pewnym zakresie nieustannym oscylacjom, wokół stanu najbardziej korzystnego – o najniższej energii (zobacz rys. – krzywa Morse'a). Energia oscylacji jest kwantowana – ulega zmianom skokowym, związanym z absorpcją lub emisją kwantu energii. Odpowiada to absorpcji lub emisji promieniowania elektromagnetycznego o określonej liczbie falowej (ν = 1/λ). Różnice między kolejnymi poziomami energii oscylacji (wielkości absorbowanych lub emitowanych kwantów) odpowiadają długości fali z zakresu podczerwieni. Większe kwanty, powodujące zmiany stanu energetycznego elektronów, odpowiadają zakresowi promieniowania widzialnego (na przykładowej ilustracji – mechanizm zjawiska fluorescencji).
Nawet proste cząsteczki kilkuatomowe są zdolne do absorpcji kwantów o różnej wielkości, odpowiadających różnym rodzajom drgań (np. rozciągających wiązanie chemiczne, zginającym lub skręcającym). W cząsteczkach wieloatomowych liczba przejść odpowiadających różnym długościom fali jest bardzo duża (np. widmo aniliny, przedstawione na rysunku). Określanie położenia pasm absorpcji IR (spektroskopia oscylacyjna) umożliwia ustalanie struktury cząsteczek, metodą wyodrębniania drgań charakterystycznych dla poszczególnych grup funkcyjnych. 

Oscylator anharmoniczny Morse'a
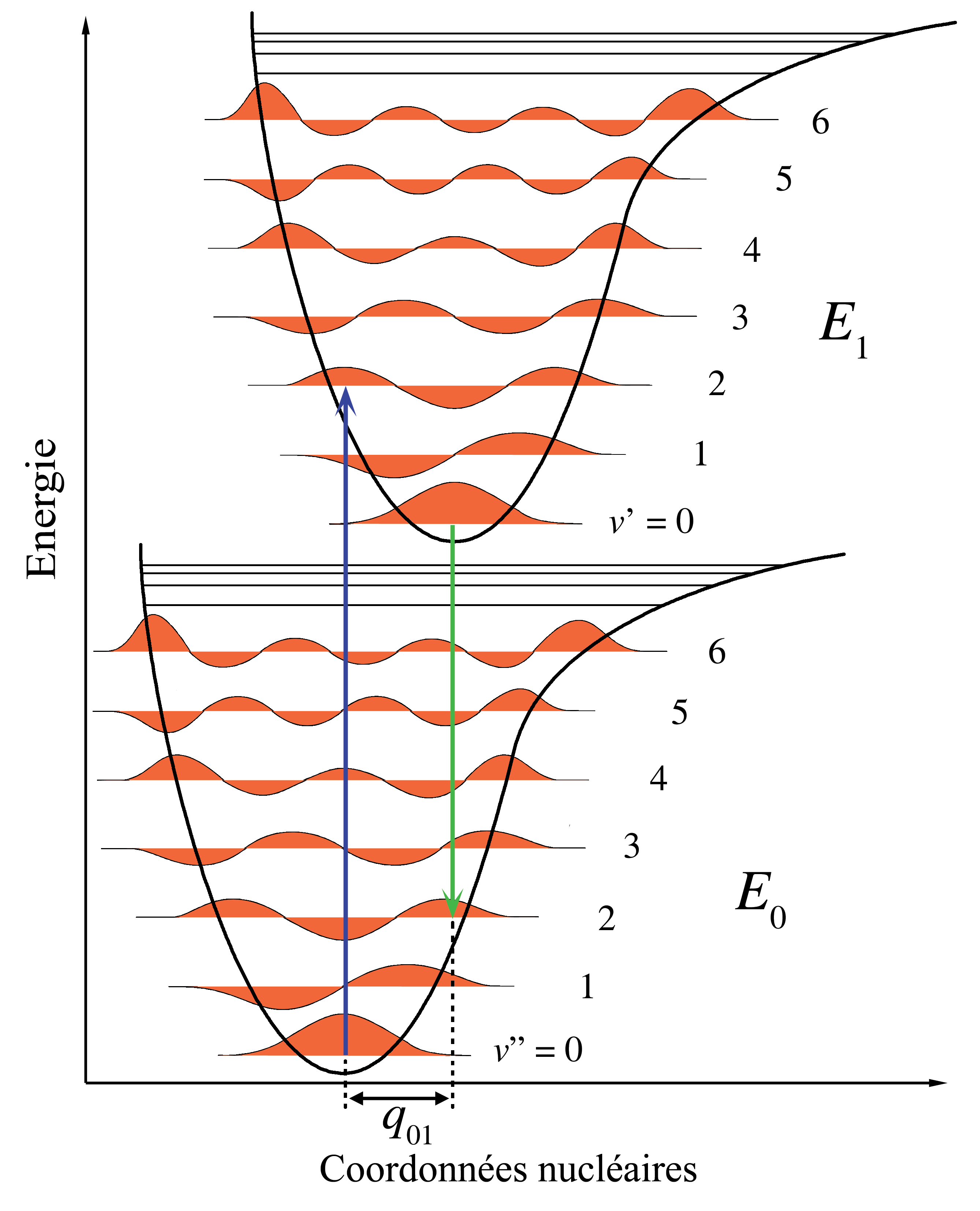
Zasada Francka-Condona
Fale o różnej częstotliwości ν
Przejścia absorpcyjne
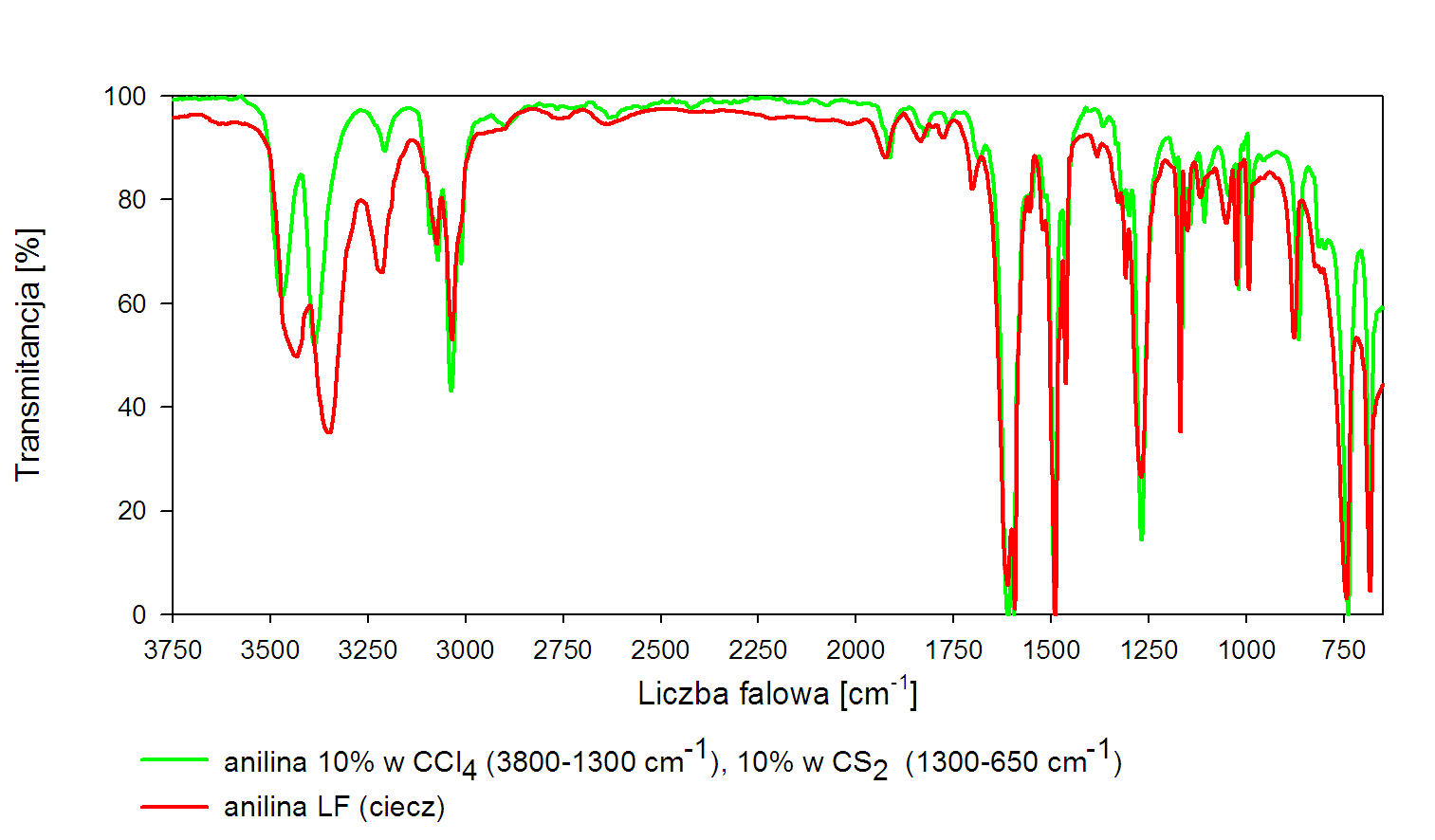
Widmo IR aniliny

## Pionierzy teorii wibracyjnej
Hipotezy dotyczące związku między widmem IR i zapachem były formułowane już w pierwszej połowie XX wieku. Wciąż cenione – często cytowane – są pionierskie prace G.M.Dysona, 
J.T. Daviesa, R.W. Moncrieffa i Roberta Wrighta.
Przypuszczano, że białka receptorowe są rodzajem anten "nastrojonych" na odbiór określonych częstotliwości fal. R.H. Wright (1961) sądził, że w widmie cząsteczek odorantów występują tzw. "częstości osmiczne" z zakresu 50 – 500 cm−1. Miały one wywoływać zmiany poziomu energetycznego elektronów w cząsteczkach "pigmentów" (ok. 20 rodzajów), występujących w śluzie nabłonka węchowego.
Przejściu elektronów z metastabilnego stanu wzbudzonego do stanu podstawowego miała towarzyszyć zmiana momentu dipolowego cząsteczki pigmentu, wywołująca lokalną depolaryzację najbliższego fragmentu błony komórki węchowej. Pigmenty miały być odpowiedzialne za istnienie ok. 20 zapachów podstawowych (analogicznych do trzech podstawowych barw). Istnienia takich pigmentów doświadczalnie nie potwierdzono.
Przeciw hipotezie Wrighta i innych wymienionych pionierów teorii wibracyjnej przemawiają wyniki doświadczeń innych badaczy, np. K. Buijsa i wsp.. Przytaczano też zastrzeżenia, że:
- izotopowe wymiany atomów w cząsteczkach odorantów, które wpływają na częstości drgań cząsteczki (zmiana masy), nie powodują zmian zapachu
- hipoteza nie pozwala wyjaśnić różnic między zapachem enancjomerów, które mają identyczne widma rotacyjne i oscylacyjne (np. izomery karwonu).

## Badania Turina i hipoteza "biologicznego spektroskopu STS"

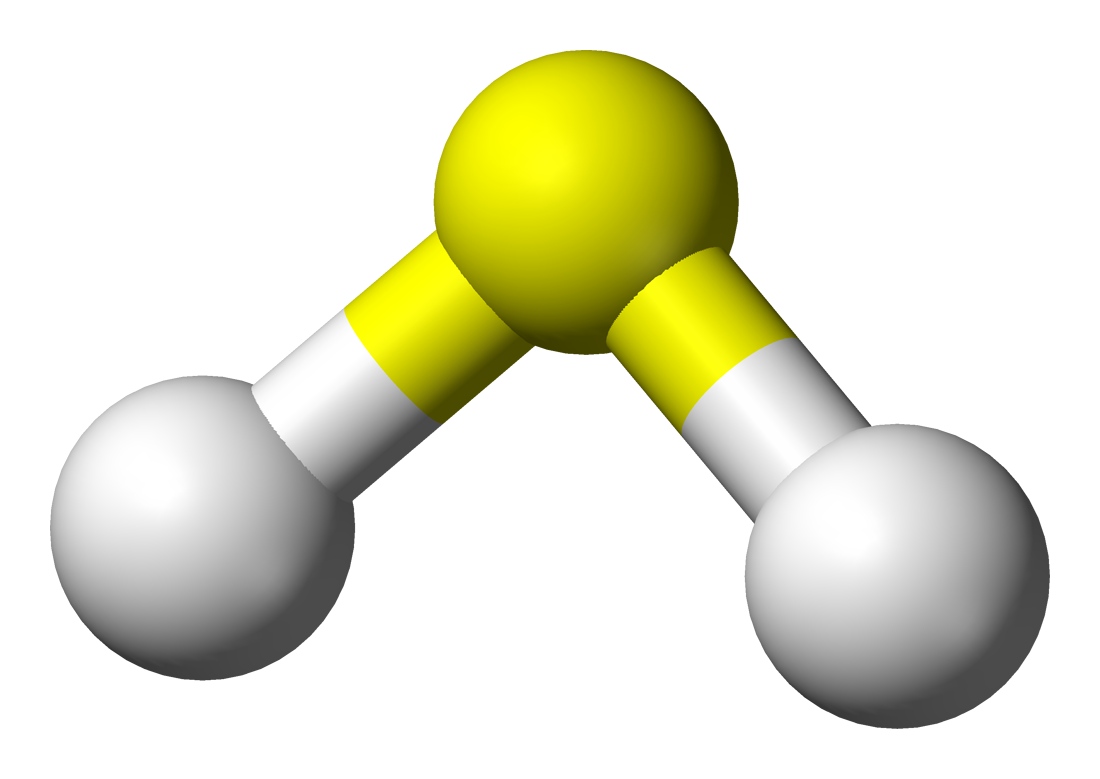
Siarkowodór, H_{2}S

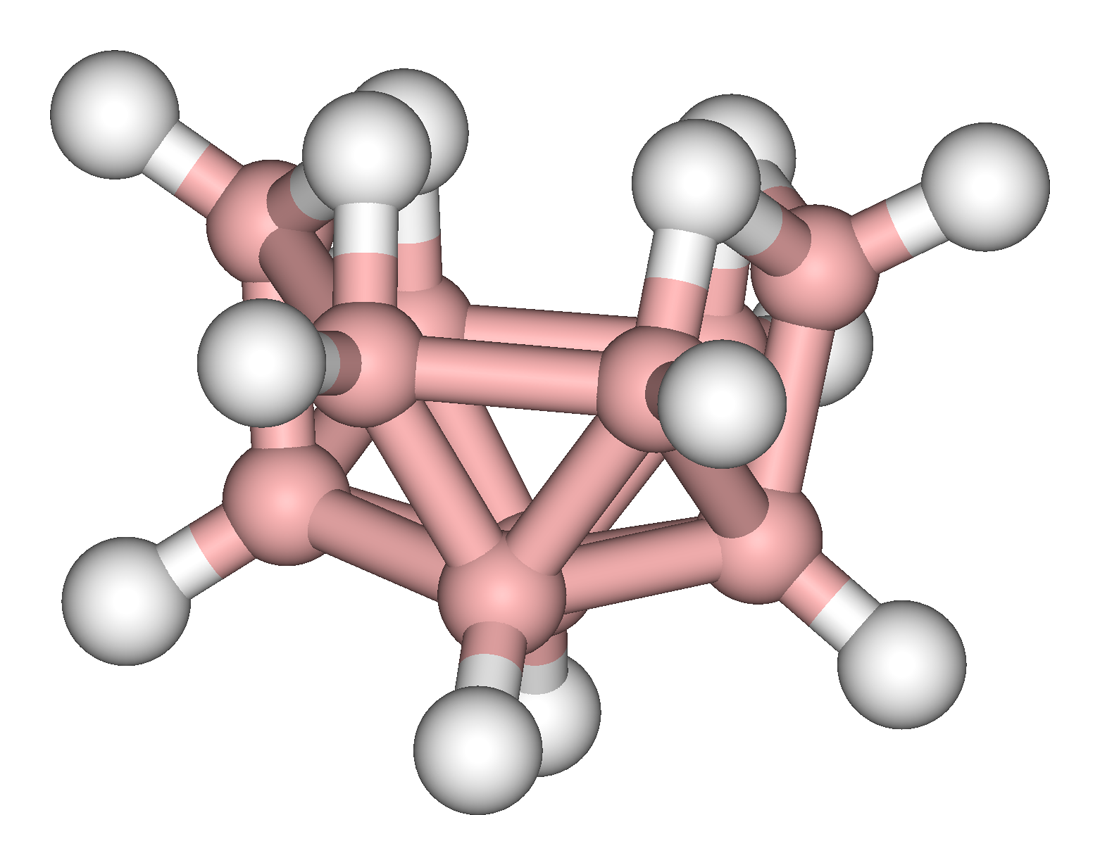
Dekaboran, B_{10}H_{14}

Struktura izomerów karwonu

Pentanon-2

Efekt tunelowy

Turin rozpoczął badania naukowe od prób rozwiązania problemu intensywnego zapachu związków o bardzo małych cząsteczkach w stosunku do cząsteczek białek receptorowych. Zachowania takich układów receptor–odorant nie objaśnia stereochemiczna teoria "zamka i klucza". 
Turin założył, że intensywny i bardzo charakterystyczny zapach siarkowodoru jest związany z obecnością w cząsteczce rzadko spotykanych drgań o liczbie falowej 2500 cm−1. Odszukał informację, że taka sama liczba falowa występuje w widmie borowodorów, związków stosowanych jako paliwo rakietowe. Z pomocą specjalistów – francuskich perfumiarzy – potwierdził, że zapach dekaboranu B10H14 przypomina zapach zepsutych jaj, mimo że kształt jego cząsteczki nie jest podobny do kształtu cząsteczki siarkowodoru.
Próby wyjaśnienia różnicy między zapachami enancjomerów karwonu zaowocowały stworzeniem koncepcji węchu jako "spektroskopu", wzorowanej na założeniach skaningowej spektroskopii tunelowej (Scanning Tunneling Spectroscopy, STS; zobacz – Skaningowy mikroskop tunelowy). Luca Turin przyjął, że między dwoma fragmentami cząsteczki białkowego receptora elektrony mogą przepływać wtedy, gdy znajdzie się między nimi fragment cząsteczki odoranta, o odpowiedniej charakterystycznej częstości oscylacji. W tej sytuacji zachodzi tunelowanie elektronu, czego następstwem są zmiany stanu receptora, ulokowanego w błonie komórkowej, i pobudzenie neuronu.
Za doświadczalne potwierdzenie hipotezy uznano wyniki eksperymentów dotyczących zapachu enancjomerów karwonu. Przyjęto wyjściowe założenia, że w przypadku:
- (+)-karwonu biologiczny spektroskop odbiera wszystkie charakterystyczne częstości oscylacji, co wywołuje wrażenie zapachu "kminkowego"
- (-)-karwonu względy przestrzenne uniemożliwiają wykrycie drgań grupy karbonylowej, bez których odbierany jest zapach "miętowy".

Luca Turin przeprowadził eksperyment, polegający na "uzupełnieniu" widma oscylacyjnego (-)-karwonu przez wprowadzenie małych cząsteczek ketonu, zawierającego tę grupę. Udane odtworzenie "kminkowego" zapachu (+)-karwonu przez zmieszanie (-)-karwonu z pentan-2-onem zostało potwierdzone przez perfumarzy.
Koncepcja Turina jest uznawana za hipotezę kontrowersyjną i wymagającą dalszych badań.